# G. N. 라마찬드란
고팔라사무드람 나라야나 라마찬드란(타밀어: கோபாலசமுத்திரம் நாராயண இராமச்சந்திரன், 1922년 10월 8일 ~ 2001년 4월 7일)박사는 인도의 물리학자이자, 신경과학자이다. 콜라겐의 구조를 규명한 것과 라마찬드란 조사구에 대한 연구로 잘 알려져있다.

## 학력
- 1936년~1939년: 세인트조지프대학교 물리학과 (학사)
- 1939년~1942년: 마드라스 대학원 물리학과 (석사)
- 1942년~1947년: 인도 과학원 물리학과 (박사)